# 三つで五百円
「三つで五百円」（みっつでごひゃくえん）は、西条ロックの歌。

## 概要
オリジナルは1975年10月発売。歌手の西条ロックは関西で歌謡漫才芸人として活躍していた人物。作詞・作曲は前年に大ヒットした「昭和枯れすゝき」（さくらと一郎）と同じコンビが担当した。曲はいわゆる「流し」の歌手が、妻にも逃げられ生活が立ち行かない状況の中で「3曲で500円」で客を探すという内容となっている。
しかし発売早々、歌詞に「あんま」という言葉が登場することが問題視され、民放連の要注意歌謡曲に指定されてしまい、テレビ・ラジオでのオンエアが事実上不可能になってしまう。このためメディアでの宣伝が全く行えず、レコードの売上も低迷した。ただし、森達也『放送禁止歌』に収録されている「要注意歌謡曲リスト」には曲名がない。
1993年にはPヴァイン・レコードのコンピレーション・アルバム『幻の名盤解放歌集・ポリドール編～お願い入れて』に収録され、初のCD化が実現した。
2016年10月7日のNHKラジオ第1『ひるのいこい』で曲が放送された。

## 三つで五百円〜望郷編
三つで五百円〜望郷編（みっつでごひゃくえん ぼうきょうへん）は、英二郎（えいじろう）の楽曲である。
原曲で問題とされた歌詞の「あんま」の部分を、本バージョンでは「肩もみ」と変更している。2009年8月26日付の有線放送リクエストチャートで1位を記録したと報じられた。ちなみに歌手の「英二郎」の正体は、ものまねタレントの英二である。当初レコード会社のウェブクウでは、西条ロック本人による再レコーディングを希望したが、本人の消息がつかめなかったため（一部には2002年頃に既に亡くなっているとの情報もあるが定かではない）、英二に白羽の矢が立てられたという。
「三つで五百円〜望郷編」は西方裕之がカバーし、2011年にレコチョクの着うた演歌チャートでトップ10圏内にランクインされた。